# Pentium III
Pentium III és el successor natural de Pentium II i el primer representant d'Intel de la generació i686 (descendent de x86). Només incorpora algunes petites variacions respecte al seu predecessor, a més dels canvis propis de la tecnologia de semiconductors, algunes de les quals polèmiques:
- sincronització de la memòria cau de nivell 2 (L2 cache) amb el nucli (a partir del segon model)
- incorporació d'algunes noves instruccions (SSE)
- codificació dels microprocessados amb un número de sèrie intern

Tot i que alguns models es distribueixen amb el sòcal vertical Slot 1, es torna progressivament al sòcal horitzontal Socket 370.